# L'Histoire passionnante d'une star
Pour plus de détails, voir Fiche technique et Distribution.
L'Histoire passionnante d'une star (titre original : Hannerl et en Allemagne fédérale Ich tanze mit dir in den Himmel hinein) est un film musical autrichien réalisé par Ernst Marischka, sorti en 1952.

## Synopsis
Johanna, dite Hannerl Möller veut vraiment aller au théâtre pour faire une carrière de danseuse. Son père, le directeur du musée, le professeur Eberhard Möller, ne considère pas cet objectif de carrière comme approprié pour sa fille et s'y oppose donc strictement. Pendant des années, la très jeune Hannerl a secrètement pris des cours de danse et n'a obtenu le soutien que de sa mère Elfie. Lorsqu'elle pense qu'il est temps de conquérir la scène, Hannerl doit encore surmonter l'obstacle le plus difficile : elle doit convaincre un metteur en scène de théâtre d'elle-même et de ses compétences. Plus facile à dire qu'à faire car il y a des centaines de filles comme ça qui veulent exactement la même chose. Et Hannerl Möller recourt alors à une feinte : elle arrive jusqu'au directeur du théâtre, Hermann Gerstinger, et prétend être sa fille, dont il ne savait rien.
Comme Gerstinger ne peut pas complètement exclure un faux pas au carnaval de Cologne il y a deux décennies, le vieil homme croit d'abord à l'affirmation de Hannerl. Il accueille les talents émergents dans sa nouvelle revue, qui au départ ne convient pas du tout au jeune metteur en scène et bourreau de travail Peter Bergmeister. Mais bientôt Hannerl peut prouver à tout le monde de quoi elle est faite, et ainsi gagner la reconnaissance et le respect de Peter et de ses collègues. Mais bientôt le pieux mensonge de Hannerl menace de tomber sur ses pieds. Alors que le contrat est sur le point d'être signé, la gentille fille avoue sa petite escroquerie et s'enfuit, sans tête. Peter, qui a remarqué depuis longtemps qu'il est tombé amoureux d'Hannerl, la récupère et les deux peuvent obtenir un beau succès avec la première de la revue.

## Fiche technique
Sauf indication contraire, les informations mentionnées dans cette section peuvent être confirmées par la base de données cinématographiques IMDb,  présente dans la section « Liens externes ».
- Titre français : L'Histoire passionnante d'une star ou Jeannette[1]
- Titre original : Hannerl ou Ich tanze mit dir in den Himmel hinein
- Réalisation et scénario : Ernst Marischka
- Photographie : Sepp Ketterer
- Musique : Joseph Beyer et Willy Schmidt-Gentner (non crédités)
- Société de production : Wien-Film
- Pays d'origine :  Autriche
- Langue : allemand
- Format : Noir et blanc - 1.37 : 1 - Mono
- Genre : Film musical
- Durée : 103 minutes
- Dates de sortie : 
  - Autriche : 29 décembre 1952
  - France : 16 mars 1953[1]

## Distribution
- Johanna Matz (sous le nom d'Hannerl Matz) : Hannerl Möller, la fille d'un vieux directeur de musée, qui veut devenir vedette de revue
- Adrian Hoven : Hannes Bergmeister, le fils du producteur de la revue qui s'éprend d'elle
- Paul Hörbiger : Hermann Gerstinger, le directeur
- Richard Romanowsky : le professeur Eberhard Möller, un vieux directeur de musée, le père d'Hannerl
- Adrienne Gessner : Elfie Möller, la mère d'Hannerl
- Loni Heuser : Frau Gerstinger